# علیجان
| اطلاعات کلی | اطلاعات کلی    |
| ----------- | -------------- |
| کشور        | ایران          |
| استان       | آذربایجان شرقی |
| شهرستان     | بستان آباد     |
| بخش         | بستان آباد     |
| روستا       | علیجان         |
| نام محلی    | الجان          |

روستای علیجان  یکی از روستاهای استان آذربایجان شرقی است که در دهستان اوجان غربی و در بخش مرکزی شهرستان بستان آباد واقع شده‌است. 

## آب و هوا
این روستا طبیعت بکر و دست نخورده و آب و هوای کوهستانی دارد و دارای مردمانی خونگرم و مهمان نواز و سختکوش و آرام می‌باشند که طبیعت  بکر و زیبای آن  چشم  و دل هر  بیننده‌ای  را مسحور خود می‌کند . مختصات جغرافیایی آن  "شرقی °37  '40  "12  شمالی 46° 45' 13   می‌باشد .آب وهوای روستای علیجان به دلیل قرارگرفتن در دامنه کوهستان سهند در زمستان‌ها سرد و پربرف ودر تابستان‌ها معتدل می‌باشد.

## جمعیت
جمعیت روستا در سرشماری سال 1394 هجری شمسی در فروردین ماه 142 نفر و دارای 32 خانوار می‌باشد.

## گاز رسانی
شبکه گاز رسانی به منازل روستاییان در اسفندماه 1393 هجری .ش. افتتاح شد.روستا دارای خانه بهداشت می‌باشد که خدمات بهداشتی و درمانی به اهالی خونگرم روستا ارائه می نماید.

## مذهب
ازنظر مذهب شیعه 12  امامی می‌باشند.با توجه به طبیعت بکر و زیبای آن اردوهای تفریحی و ورزشی در دره‌های زیبا و مسحور آن برگزار می‌شود.

## جاذبه های طبیعی
وجود دو رودخانه زیبا که از کنار این روستا عبور می‌کند و طبیعت سرسبز و پرطراوت آن  مناظر زیبایی را خلق کرده‌است. چشم‌انداز این رودخانه‌ها و دره‌های کم عمق و سرسبز آن عبور با گوسفندان و هوای خنک و پر طراوتش دل هر رهگذری را وادار به توقف می‌کند تا محو تماشای زیباییها و طبیعت مسحور آن ، برایش خاطراتی به یاد ماندنی در ذهنش بماند. دو رودخانه که یکی به نام چینی بلاغ که از روستایی به همین نام سرچشمه گرفته پس از عبور از روستاهای گل آخر و قوروقچی رود و در آغوش گرفتن روستا علیجان و عبور از آن به رود خانه دیگری می پیوندد وبه سدی به نام کلقان می ریزد.رودخانه دیگر هم از روستای آغبلاغ سرچشمه گرفته و پس از گذر از روستاهای قازانچای و بهادر و حسن کهل  و علیجان  و سیراب کردن این روستاها به رودخانه قبلی می پیوندد.

## کوه
در جنوب روستا کوهی به نام چاناق  وجود دارد که دارای دهانه کاسه ای شکل بوده و محوطه محصوری را ایجاد می‌کند. در روستا غار(کهل به زبان ترکی)‌هایی جهت نگهداری وسایل خوراکی به عنوان یخچال طبیعی و همچنین نگهداری حیوانات اهلی ایجاد کرده‌اند.همچنین محصولات کشاورزی و باغی شامل سیب ، آلبالو ، گلابی ،گردوی کاغذی ، زردآلو ، سیب زمینی ،گندم و عدس کشت وپرورش و برداشت می‌شود. کوه سهند یکی از کوههای مهم آذربایجان شرقی بوده که دامنه‌های آن را سیراب می‌کند و همچنین در تأمین آب کلان شهر تبریز نقشی را به عهده دارد.ا فاصله روستا از تبریز حدودا" 70 کیلومتر می‌باشد که حدود 65-70 دقیقه با ماشین نقلیه شخصی  طول می‌کشدو از شهرستان بستاد آباد 25 کیلومتر می‌باشد.

## آدرس
آدرس روستا: شهرستان بستان آباد – کیلومتر اول جاده هشترود – جاده روستای بنه کهل .